# دانشگاه ملی تاراس شفچنکو کی‌یف
دانشگاه کی‌یف یا به‌طور رسمی دانشگاه ملی تاراس شفچنکو کی‌یف (به اوکراینی: Київський національний університет ім. Тараса Шевченка) دانشگاهی در شهر کی‌یف، پایتخت اوکراین است که در سال ۱۸۳۴ با نام ولادیمیر مقدس تأسیس شد و بعدها نام آن تغییر کرد. دانشگاه کی‌یف بعد از دانشگاه لویو و دانشگاه خارکف سومین دانشگاه قدیمی کشور اوکراین است. این دانشگاه در زمان شوروی سابق جزء سه دانشگاه برتر شوروی سوسیالیستی بوده و در حال حاضر معتبرترین دانشگاه کشور اوکراین است. از چهره‌های صاحب نام و مشهور این دانشگاه می‌توان به دیمیتری ایوانفسکی، میخائیل بولگاکف، نیکلای بردیایف، تئودیوس دابژانسکی، ایوان اشمالهاوزن، سرگئی رفرماتسکی، سوتلانا ایوانونا گراسیمنکو، کلیم چوریوموف و مارک آلدانوف اشاره کرد.
در سال ۲۰۰۲ اتحادیه بین‌المللی اخترشناسی به پاس خدمات دانشگاه ملی تاراس شفچنکو کی‌یف در ارتقاء سطح علم و فرهنگ و آموزش در اوکراین سیارک ۴۸۶۸ را به افتخار این دانشگاه به اسم «4868 Knushevia» نامگذاری نمود که مخفف انگلیسی نام Taras Shevchenko National University of Kyiv می‌باشد.

## رده‌بندی
دانشگاه کی‌یف معتبرترین دانشگاه کشور اوکراین بوده و طبق Webometrics Ranking of World Universities در رده‌بندی دانشگاه‌ها جزء صد دانشگاه برتر اروپای شرقی و مرکزی می‌باشد.

## دانش آموختگان
آنتاناس مرکیس
لئونید کراوچوک
پترو پروشنکو
ویتالی کلیچکو
ولادیمیر کلیچکو
میخائیلو گروشووسکی
میخیل ساآکاشویلی
ولادیمیر کاپوستیان
روبن آبراهامیان
اندری کوبولیف
میخائیل ترشچنکو
ویچیسلاو چرنوویل
همچنین دمیتری مندلیف خالق جدول تناوبی عناصر شیمیایی، ایوان تورگنیف نویسندهٔ شهیر روس و نیکلای ایگوروویچ ژوکووسکی پدر علم آیرودینامیک از اعضای افتخاری این دانشگاه بوده‌اند.

## دانشکده‌ها و مؤسسات
این دانشگاه شامل ۱۵ دانشکده و ۴ مؤسسه است.
- دانشکده بیولوژی
- دانشکده شیمی
- دانشکده فرمانشناسی
- دانشکده زمین‌شناسی
- دانشکده اقتصاد
- دانشکده تاریخ
- دانشکده قانون
- دانشکده ریاضی و مکانیک
- دانشکده فلسفه
- دانشکده فیزیک
- دانشکده رادیولوژی
- دانشکده روان‌شناسی
- دانشکده جامعه‌شناسی
- دانشکده مهمات سازی
- مؤسسه زبان‌شناسی
- مؤسسه روزنامه‌نگاری
- مؤسسه روابط بین‌الملل
- دانشکده ارتش
- دانشکده پزشکی